# ستيفي رودريغيز
ستيفي رودريغيز (بالإنجليزية: Esteban Rodriguez Loera)‏ (11 فبراير 1994 بلوس أنجلوس في الولايات المتحدة - ) هو لاعب كرة قدم أمريكي في مركز الوسط. شارك مع منتخب الولايات المتحدة تحت 17 سنة لكرة القدم. أما مع النوادي، فقد لعب مع أتلانتي إف سي ونادي تيخوانا ودورادوس سينالوا.

## وصلات خارجية
- ستيفي رودريغيز على موقع قاعدة بيانات كرة القدم.إي يو (الإنجليزية)
- ستيفي رودريغيز على موقع Soccerway.com (الإنجليزية)
- ستيفي رودريغيز على موقع AS.com (الإسبانية)